# Régions naturelles de Saxe
Les régions naturelles de Saxe ou géomes de Saxe ont été classifiées entre 1994 et 2001 par un groupe de travail nommé « Écosystème et caractère régional » (Naturhaushalt und Gebietscharakter) à l'Académie des sciences de Saxe de Leipzig dans le cadre d'un projet de recherche et de développement intitulé « Régions naturelles et régions naturelles potentielles de l'État libre de Saxe » (Naturräume und Naturraumpotentiale des Freistaates) à l'échelle de 1:50 000 pour servir de base au développement rural et à la planification régionale. Cette classification a également été appuyée par le ministère de l'Environnement et de l'Agriculture de l'État saxon ainsi que le ministère de l'Intérieur saxon.
Cette classification est basée sur une compilation exhaustive à la grandeur de l'État des plus petites unités de géographie physique du paysage, c'est-à-dire les géochores. Ceux-ci furent agrégées en « nanogéochores » et « microgéochores » de manière ordonnée en utilisant la méthode des « catégories de région naturelle ». Pour chacun des micro-géochores ainsi créés, un document de neuf pages a été produit. Cela fut suivi par la cartographie en une série de 55 cartes à une échelle de 1:50 000 intitulée « Carte des régions naturelles de Saxe ». Plus tard, environ 1 445 micro-géochores furent agrégés en « mésogéochores » qui furent finalement combinés en 28 « macrogéochores » (voir la liste complète des géochores de Saxe (de)). Au niveau des microgéochores et plus haut, chaque région naturelle reçut une désignation individuelle avec chaque nouveau nom créé suivant certaines conventions. Cette classification des macrogéochores en régions naturelles de plus haut niveau fut effectuée en utilisant les « régions naturelles de Saxe ». Bien que ces dernières reçurent leurs propres noms, elles suivaient en grande partie les frontières politiques et les sous-divisions pratiques d'unités de paysages plus vastes.

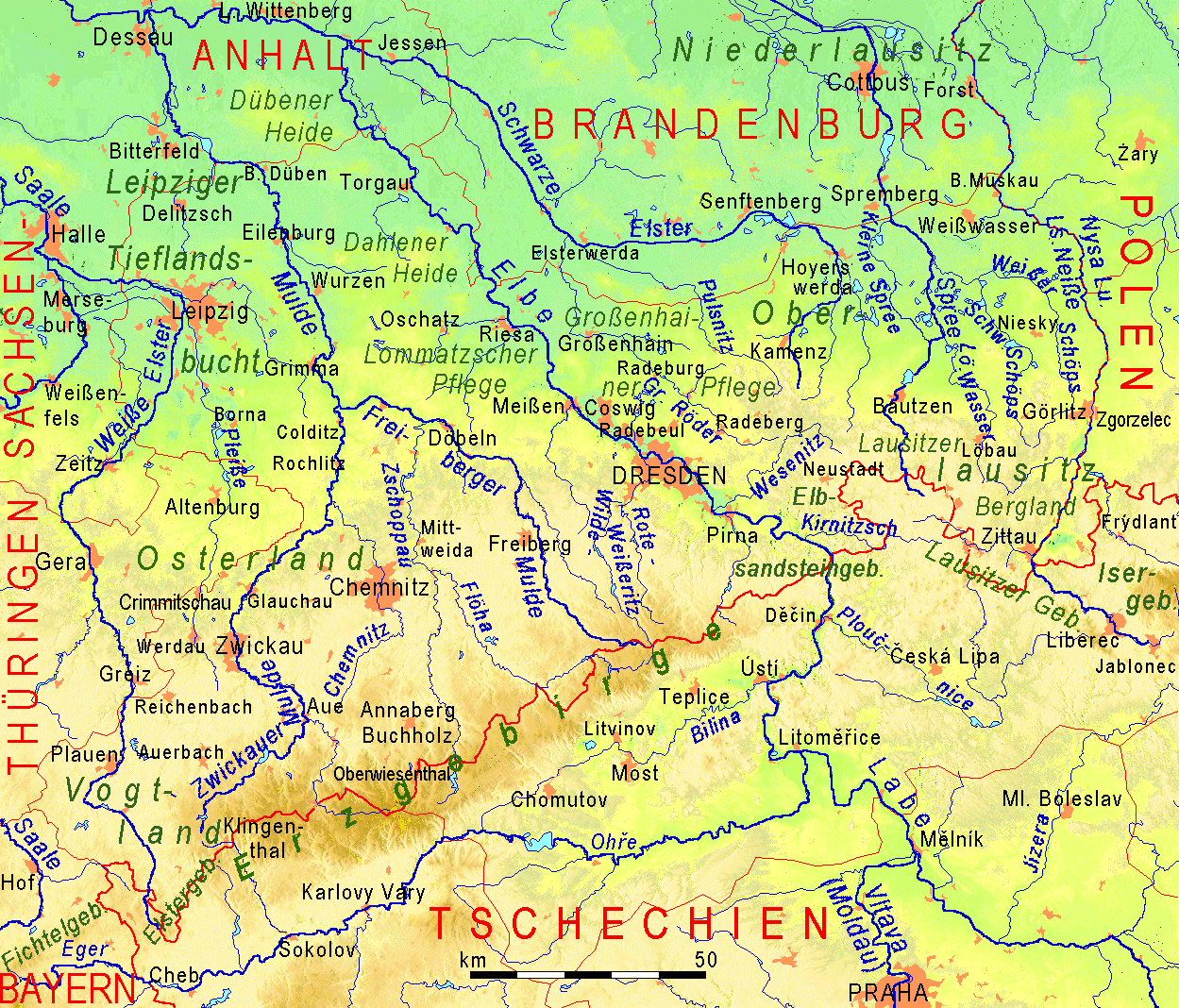
Topographie de Saxe

## Régions naturelles
Chaque région naturelle saxonne est divisée en macrogéochores, eux-mêmes divisés en mésogéochores eux-mêmes divisés en microgéochores.
- Macrogéochore
  - Mésogéochore
    - Microgéochore

### Landes de Saxe et de Basse-Lusace
Les landes de Saxe et de Basse-Lusace (Sächsisch-Niederlausitzer Heideland) fait partie de la plaine d'Allemagne du Nord. Elle comprend les géochores suivants :
- - Arc morainique de Muskau (Muskauer Faltenbogen)
- Lande de Muskau (Muskauer Heide)
- Étangs et landes de Haute-Lusace (Oberlausitzer Heide- und Teichgebiet)
- Landes de Königsbrück-Ruhland (Königsbrück-Ruhlander Heiden)
- Plaine de l'Elbe-Elster (Elbe-Elster-Niederung)
- Lande de Düben-Dahlen (Düben-Dahlener Heide)
- Bassin minier de Haute-Lusace (Oberlausitzer Bergbaurevier)

### Campagne lœssique de Saxe
La campagne lœssique de Saxe (Sächsisches Lössgefilde) fait partie de la ceinture lœssique d'Europe centrale. Elle comprend les géochores suivants :
- Pays de Leipzig (Leipziger Land)
- Bassin minier du Sud-Lipsien (Bergbaurevier Südraum Leipzig)
- Plateaux et collines du Nord-Saxon (Nordsächsisches Platten- und Hügelland)
- Großenhainer Pflege
- Collines lœssiques de l'Est-Thuringeois (Ostthüringisches Lösshügelland)
- Bassin des Monts métallifères (Erzgebirgsbecken)
- Collines lœssiques du Centre-Saxon (Mittelsächsisches Lösshügelland)
- Collines lœssiques de la Mulde (Mulde-Lösshügelland)
- Cuvette de Dresde (Dresdner Elbtalweitung)
- Contrefort oriental des Monts métallifères (Östliches Erzgebirgsvorland)
- Collines et montagnes de l'Ouest-Lusacien (Westlausitzer Hügel- und Bergland)
- Campagne de Haute-Lusace (Oberlausitzer Gefilde)
- Haute-Lusace Orientale (Östliche Oberlausitz)

### Montagnes et hauts-plateaux de Saxe
Les Montagnes et hauts-plateaux de Saxe (Sächsisches Bergland und Mittelgebirge) comprennent les géochores suivants :
- Vogtland
- Suisse saxonne (Sächsische Schweiz)
- Montagnes de Haute-Lausace (Oberlausitzer Bergland)
- Monts de l'Elster (Elstergebirge)
- Monts métallifères occidentaux (Westerzgebirge)
- Monts métallifères centraux (Mittleres Erzgebirge)
- Monts métallifères orientaux (Osterzgebirge)
- Monts de Lusace (Lausitzer Gebirge)
  - Monts de Zittau (Zittauer Gebirge)

## Annexe